# اووچارووو (استان دوبریچ)
اووچارووو (به بلغاری: Ovcharovo) یک منطقهٔ مسکونی در بلغارستان است که در شهرستان دوبریچکا واقع شده‌است.